# Chung Hyeon
Chung Hyeon (født 19. maj 1996 i Suwon, Sydkorea) er en professionel mandlig tennisspiller fra Sydkorea.